# Albert Le Nordez
Albert Léon Marie Le Nordez, né le 19 avril 1844 à Montebourg, et mort dans la même ville le 29 janvier 1922, est un conférencier et un évêque catholique français. Il est aussi connu pour l'affaire Le Nordez, simple polémique devenue affaire d'État, précipitant l'adoption de la loi de séparation des Églises et de l'État, en 1905.

## Biographie

### Premières années
Albert Léon Marie Le Nordez est né le 19 avril 1844, à Montebourg, dans le département de la Manche, d'un père tailleur.
Il fait ses études du premier degré à l'École des Frères de la Miséricorde, à Montebourg, puis celles du second degré au petit séminaire de Valognes, avant d'intégrer le grand séminaire de Coutances.
Il est ordonné prêtre, le 6 juin 1868, et est aussitôt nommé professeur à l'École des Frères de la Miséricorde de Montebourg.

### Auteur et conférencier
L'abbé Le Nordez est nommé vicaire de l'église Saint-Nicolas de Coutances, en 1870, puis prend la direction du petit séminaire Saint-Jean de la ville, en 1872.
C'est dans cette paroisse qu'il fait ses débuts d'auteur, en publiant dans la Revue catholique plusieurs articles, sous le pseudonyme Léo Mary, tels que Renan d'après lui-même (…) (1872), La Liberté de l'enseignement supérieur devant l'Assemblée Nationale (1875), ou Discours sur l'éducation (1872-1875).
En 1875, Jean-Pierre Bravard, évêque de Coutances-et-Avranches, l'autorise à suivre les cours de l'École des Hautes-Études ecclésiastiques, à Paris.
Installé dans la capitale, il devient chapelain à l'église Sainte-Geneviève, en 1877.
Il y fait, ainsi que dans les églises Saint-Vincent-de-Paul, Sainte-Clotilde, Saint-Eugène, Saint-François-de-Sales et la cathédrale Notre-Dame, des conférences destinées aux femmes, qui lui ouvrent leurs salons littéraires, et lui valent le sobriquet d'« apôtre des Gentilles ».
Ses conférences ont pour organe la revue Fénelon, fondée par l'abbé Le Nordez, en 1886, et fusionnée, dès 1894, avec la Chronique Jeanne d'Arc.
Parallèlement à ses activités oratoires, il rédige plusieurs opuscules tels que Légende de l'abbaye de Montebourg (1887) ou Les Propos Normands sous le Chaume et par les chemins couverts, Tiphaigne de La Roche ou un Moraliste Normand (1890).

### Évêque
Il est nommé chanoine de la cathédrale Saint-Pierre de Beauvais, v. 1890, protonotaire, en 1895, chanoine de la cathédrale Notre-Dame de Verdun, vers 1895, puis évêque auxiliaire de Verdun, le 25 juin 1896. En cette qualité, il reçoit, en outre, le même jour, le siège titulaire d'Arca-en-Arménie (de).
Il est consacré par Jean-Pierre Pagis, évêque de Verdun, le 19 août 1896, en l'église Saint-Jacques de Montebourg.
Le Nordez aide son supérieur à raviver le culte à Jeanne d'Arc, en organisant plusieurs quêtes et conférences, dont les fruits permettent l'érection des bases de la basilique de Vaucouleurs, jamais achevée.
Il publie, dans le même temps, plusieurs opuscules sur la Pucelle de Domrémy, tels que Septante paroles de Jeanne d'Arc (1888) ; Jeanne d'Arc et les vertus cardinales (1889) et Jeanne d'Arc racontée par l'Image : d'après les sculpteurs, les graveurs et les peintres (1898).
Un poste d'évêque s'offre enfin à lui, le 7 juillet 1898, pour le diocèse de Dijon. Il est confirmé à ce ministère le 28 novembre 1898, et intronisé le 16 février 1899, en la cathédrale Saint-Bénigne de Dijon.
Cette même année, il fait don à sa ville natale d'une statue équestre de Jeanne d'Arc, sculptée par Mathurin Moreau, d'après le dessin de Pierre Le Nordez, placée devant sa maison natale, et il lance, l'année suivante, une souscription, à Dijon, afin d'ériger dans cette ville un monument à la gloire du célèbre évêque et prédicateur Jacques-Bénigne Bossuet.
Après un début prometteur comme évêque de Dijon, il multiplie les maladresses et les fautes psychologiques, déplaçant autoritairement certains de ses prêtres, s'attaquant à des personnalités dont il jalouse l'influence, comme l'abbé Christian de Bretenières, directeur d'une école catholique de Dijon. Affichant ses opinions républicaines, il refuse de publier dans La semaine religieuse de Dijon une lettre de Léon XIII déplorant en décembre 1900 de prochaines attaques du gouvernement français contre les congrégations. Il refuse également de signer une lettre des évêques adressée en octobre 1902 aux sénateurs et députés, en faveur des demandes d'autorisations faites par les congrégations. Son comportement lui attire l'hostilité d'une partie du clergé du diocèse et des séminaristes, qui refusent en 1904 d'être ordonnés par lui. La presse nationale donne un large écho à l'affaire Le Nordez. Le pape Pie X convoque le prélat, au Vatican, en 1904, pour qu'il s'explique sur sa conduite.

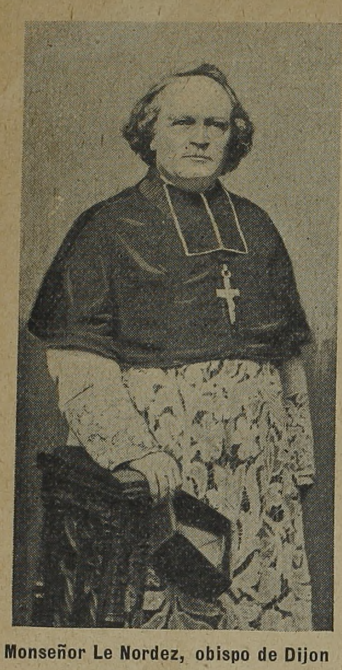
Le Nordez en 1904.

Le Nordez décide de se rendre à l'appel du pape, le 30 juillet 1904, en faisant fi des articles organiques, qui interdisent alors aux évêques de quitter la France sans avoir obtenu l'accord du Gouvernement.
Ce départ est monté en affaire d'État et exploité par les Républicains pour rompre les relations diplomatiques avec le Saint-Siège et pour hâter l'adoption de la loi de séparation des Églises et de l'État, votée dès l'année suivante.
De son côté, Le Nordez démissionne de son ministère le 4 septembre 1904 et prend le titre d'évêque émérite de Dijon. Il se retire à Huberville, près de Valognes jusqu'en 1920. Il regagne ensuite Montebourg, où il est nommé évêque titulaire de Dionysiopolis (de), le 9 décembre 1921.

### Mort et hommages
Le Nordez s'éteint à Montebourg, le 29 janvier 1922.
Une rue et une maison de retraite de la ville portent son nom, et un vitrail de l'église paroissiale représente sa consécration.

## Distinction
- Chevalier de la Légion d'honneur (13 aout 1900)[5]

## Héraldique
Albert Le Nordez portait : parti, d'azur à une épée poignée d'or couronné d'or, à lame d'argent posée en pal, accostée de deux fleurs de lys d'or, au franc-canton d'azur chargé de trois roues d'or ; et de gueules à la croix ancrée d'or, au chef d'azur chargé d'une étoile d'argent.
Son blason d'évêque, que l'on peut voir sur une maison d'Huberville avec une tour hexagonale, reprend ses attachements : les armes de Jeanne d'Arc et de Bossuet ; la croix ancrée de Montebourg, là où il est né et l'étoile de l'abbaye où il fut professeur.